# Sambuca Pistoiese
Sambuca Pistoiese is een gemeente in de Italiaanse provincie van Pistoia in het noorden van Toscane.
De gemeente Sambuca Pistoiese bestaat uit een vijftiental gehuchten (Castello, Bellavalle, San Pellegrino, Pavana, Frassignoni, Monachino, Torri, Treppio, Taviano, Posola, Campeda, Lagacci, L'Acqua e Lentula) die liggen in het hoogste deel van het dal van de rivier de Limentra di Sambuca.
Een van de mooiste gebouwen van de gemeente is de kerk San Michele in Treppio uit 1220